# 寒食帖
《寒食帖》，全名《黃州寒食詩帖》，簡稱《寒食詩帖》，又稱《寒食節帖》，是北宋蘇軾被貶黃州第三年（西元1082年，元豐五年）的行書代表作，左側有黃庭堅跋文，被譽为“苏書第一”，二十世紀末更被評為“天下第三行書”，現收藏於臺北國立故宮博物院，中華郵政曾發行其書法郵票。

## 流傳
《寒食帖》，為苏轼被貶黃州第三年（1082年）寒食節於東坡雪堂寫下的二首詩，是平生最得意的書法作品，被称为“苏书第一”，此帖行書筆法自由，左邊尚有黃庭堅作跋。二十世紀末被評為「天下第三行書」，近年有好事者將此評價偽托於元朝书法家鮮樞，但事實是鮮于氏當年收藏顏真卿《祭姪文稿》並作題跋：「唐太師魯公顏真卿書《祭姪季明文稾(稿)》，天下行書第二，余家法書第一。至元壬午春得於東鄆曹大本彥禮，甲申錢塘重裝。丙戌六月鮮于樞記。」鮮于樞生前並無對《寒食帖》作任何題跋與評級。
《寒食帖》後來流入清宫收藏。咸豐10年（1860年）英法聯軍火燒圓明園，《寒食帖》險遭焚燬，旋為民間馮展雲所得。清穆宗同治年間，《寒食帖》為廣東人馮氏收藏，不幸遭遇火災，馮氏緊急撲救，在手卷下端留下了黑色火灼痕跡。馮死後為盛伯羲密藏，盛死後被完顏樸孫購得，1917年在北京書畫展覽會上展出。1918年到顏韻伯手中。
1922年顏韻伯將《寒食帖》帶到日本，為日本收藏家菊池惺堂收藏，有內藤虎的跋。大正12年（1923年）9月关东大地震，东京都一夕之間毀于火灾，菊池惺堂冒死抢救《寒食帖》，一時傳為佳話。
大概在1950年底，《寒食帖》由自日本阿部次郎家购得。1951年1月5日，羅家倫在日記中記載，約其同賞《寒食帖》。1981年4月21日，在臺北市病逝。據蔣復璁說，王雪公生前曾有意將《寒食帖》捐獻故宮博物院，但到逝世前，其他的收藏捐了不少，《寒食帖》尚藏家中。其後又有日本人來高價收買《寒食帖》，王氏後人顧及雪公理念，不忍國寶再次流出。1987年2月，臺北國立故宮博物院以新臺幣1000萬元收購《寒食帖》。

## 釋文

### 直式排版原文
-{
| 自我來黃州已過三寒 食年、欲惜春、去不 容惜今年又苦雨兩月秋 萧瑟卧闻海棠花泥 汙燕支雪闇中偷負 去夜半真有力何殊病少 年子病起頭已白 春江欲入户雨勢来 不已雨小屋如漁舟濛、 水雲裏空庖煮寒菜 破竈燒濕葦那 知是寒食但見烏 銜帋君門深 九重墳墓在万里也擬 哭塗窮死吹不 起 右黃州寒食二首 東坡此詩似李太白 猶恐太白有未到 䖏此書兼顏魯 公楊少師李西臺 筆意试使東坡 復為之未必及此它日 东坡或見此書應 笑我扵無佛䖏 稱尊也 |

}-
- 註：以上漢字取字與排版時儘可能接近原文。

### 直式排版
|  | -{ 自我來黃州 已過三寒 食年年欲惜春 春去不 容惜 今年又苦雨 兩月秋 蕭瑟 臥聞海棠花 泥 汙燕支雪 闇中偷負 去 夜半真有力 何殊少 年子 病起頭已白 春江欲入戶 雨勢來 不已 小屋如漁舟 濛濛 水雲裏 空庖煮寒菜 破竈燒溼葦 那 知是寒食 但見烏 銜帋 君門深 九重 墳墓在万里 也擬 哭塗窮 死灰吹不 起 右黃州寒食二首 東坡此詩似李太白 猶恐太白有未到 處此書兼顏魯 公楊少師李西臺 筆意 試使東坡 復為之 未必及此 它日 東坡或見此書 應 笑我於無佛處 稱尊也 }- |

### 橫式排版
| -{ 自我來黃州 已過三寒食 年年欲惜春 春去不容惜 今年又苦雨 兩月秋蕭瑟 臥聞海棠花 泥汙燕支雪 闇中偷負去 夜半真有力 何殊病少年 病起頭已白 }- |  | -{ 春江欲入戶 雨勢來不已 小屋如漁舟 濛濛水雲裏 空庖煮寒菜 破竈燒溼葦 那知是寒食 但見烏銜紙 君門深九重 墳墓在萬里 也擬哭塗窮 死灰吹不起 }- -{ 右黃州寒食二首 }- |  | -{ 東坡此詩似李太白 猶恐太白有未到處 此書兼顏魯公 楊少師 李西臺筆意 試使東坡復為之未必及此 它日東坡或見此書 應笑我於無佛處稱尊也 }- |